# Морозов, Андрей Фёдорович
Андре́й Фёдорович Моро́зов (род. 14 июня 1960) — советский легкоатлет, специалист по прыжкам в высоту. Выступал на всесоюзном уровне в 1980-х годах, многократный победитель и призёр первенств всесоюзного значения. Представлял Ленинград и физкультурно-спортивное общество «Динамо».

## Биография
Андрей Морозов родился 14 июня 1960 года. Занимался лёгкой атлетикой в Ленинграде, выступал за всесоюзное физкультурно-спортивное общество «Динамо».
Впервые заявил о себе в сезоне 1981 года, когда в прыжках в высоту с результатом 2,22 выиграл серебряную медаль на соревнованиях в помещении в Ленинграде.
В 1983 году уже прыгал на 2,28 метра, отметился победами на турнирах в Москве и Ленинграде.
В 1984 году взял планку на 2,25 метра, став серебряным призёром на соревнованиях в помещении в Ленинграде.
В 1985 году с результатом 2,25 одержал победу на всесоюзном турнире в Гомеле.
В 1986 году был лучшим на турнирах в Ленинграде, Липецке, Москве, Донецке, причём в Липецке установил свой личный рекорд на открытом стадионе — 2,33 метра. На чемпионате СССР в Киеве завоевал серебряную награду, уступив только другому ленинградцу Валерию Середе.
В начале 1987 года выиграл несколько домашних турниров в Ленинграде, установил личный рекорд в помещении — 2,33 метра. Позднее получил серебро на зимнем чемпионате СССР в Пензе, выиграл летние турниры в Челябинске, Ленинграде, Таллине, Краснодаре, занял четвёртое место на летнем чемпионате СССР в Брянске.
В 1988 году взял бронзу на зимнем чемпионате СССР в Волгограде и на турнире в помещении в Москве. Позже показал шестой результат на Мемориале братьев Знаменских в Ленинграде, выиграл два других турнира в Ленинграде, стал бронзовым призёром на чемпионате СССР в Таллине.
В 1989 году выиграл бронзовую медаль на всесоюзных соревнованиях в Вильнюсе, одержал победу на турнире в Ленинграде.